# Air Ministry
Das Air Ministry (deutsch: Luft(fahrt)ministerium) war ein britisches Ministerium, welches sich mit den Angelegenheiten der Royal Air Force befasste.

## Vorgängerorganisationen des Air Ministry

### Das Air Committee
Am 13. April 1912, also keine zwei Wochen nach der Gründung des Royal Flying Corps, wurde das Air Committee als Zwischenglied zwischen der britischen Admiralität und dem „War Office“ (britisches Kriegsministerium, Vorläufer des heutigen Verteidigungsministeriums des Vereinigten Königreichs) gegründet. Dieses Komitee setzte sich aus Repräsentanten der beiden Kriegsministerien zusammen. Es konnte Empfehlungen abgeben, war aber nicht autorisiert, exekutiv tätig zu werden. Die Empfehlungen des Air Committee mussten erst vom Admiralty Board und dem britischen Reichsgeneralstab (Imperial General Staff) ratifiziert werden, wodurch das Air Committee nicht besonders effektiv war. Die zunehmende Spaltung zwischen den land- und seegestützten Einheiten der Luftstreitkräfte zwischen 1912 und 1914 wirkte sich zusätzlich auf die Ineffektivität des Air Committee aus. Nach dem Ausbruch des Ersten Weltkriegs fand keine Sitzung mehr statt.

### Das Joint War Air Committee
1916 führte die mangelnde Koordination zwischen dem Royal Flying Corps der British Army und dem Royal Naval Air Service der Royal Navy bei der Beschaffung von Flugmotoren und schließlich auch bei der Luftverteidigung Großbritanniens zu ernsten Problemen. Es waren jedoch die Versorgungsprobleme, welche zu einem ersten Versuch einer Korrektur führten. Bei einer Sitzung des War Committee am 15. Februar 1916 wurde beschlossen, ein gemeinsames militärisches Komitee von Marine und Heer aufzustellen, um die Konstruktion von – und die Versorgung mit Material für die beiden Luftstreitkräfte zu koordinieren. Vorsitzender dieses „Joint War Air Committee“ genannten Komitees wurde Edward Stanley, 17. Earl of Derby. Bei der Sitzung am 15. Februar schlug Lord Curzon bereits die Gründung eines britischen Luftfahrtministeriums vor. Auch das Joint War Air Committee war wegen der mangelnden Exekutivgewalt uneffektiv. Nach nur sechs Sitzungen trat Lord Derby vom Vorsitz dieses Komitees zurück.

### Das Air Board
Der nächste Versuch, eine wirksame Koordination zwischen den beiden Luftstreitkräften herbeizuführen, war die Gründung des Air Board. Dieses entstand am 15. Mai 1916 unter dem Vorsitz von Lord Curzon. Die Beteiligung von Curzon, einem Minister im Kabinettsrang brachte dem Air Board einen höheren Status als dem Joint War Air Committee. Im Oktober 1916 veröffentlichte das Air Board seinen ersten Bericht, der den Umgang der britischen Luftstreitkräfte sehr kritisch beurteilte. Der Bericht erwähnte, dass die Verantwortlichen beim Heer bereit und willens waren zu informieren und an Sitzungen teilzunehmen, während die Marine häufig bei den Sitzungen fehlte und regelmäßig Informationen über die Marineluftfahrt verweigerte. Im Januar 1917 ersetzte Lord Cowdray den bisherigen Vorsitzenden Lord Curzon.

## Gründung des Air Ministry
Trotz einiger Versuche zur Reorganisation durch das Air Board konnten die bisherigen Probleme nicht gelöst werden. Die wachsende Anzahl deutscher Luftangriffe gegen Großbritannien (siehe Luftkrieg#Erster Weltkrieg) beunruhigte die Öffentlichkeit und zwang zum Handeln. Der damalige britische Premierminister David Lloyd George gründete schließlich ein Komitee bestehend aus ihm selbst und General Jan Christiaan Smuts, dessen Aufgabe es war, die Probleme der britischen Luftverteidigung und die organisatorischen Schwierigkeiten zu untersuchen, gegen die das Air Board zu kämpfen hatte.
Am 17. August 1917 präsentierte General Smuts dem War Council einen Bericht über die Zukunft der Luftstreitkräfte. Wegen ihres Potenzials, feindliches Land zu verwüsten und Industriezentren und Wohnräume in großem Ausmaß zu zerstören, empfahl er die Gründung einer neuen Luftstreitkraft auf gleicher Ebene mit der Army und der Royal Navy. Die neue Luftstreitkraft sollte von einem neuen Ministerium geleitet werden. Am 29. November 1917 stimmte das Königshaus dem „Air Force Bill“ zu und am 2. Januar 1918 wurde das Air Ministry gegründet. Lord Rothermere wurde zum ersten britischen Luftfahrtminister ernannt.
Mit der Gründung des Air Ministry wurde der Posten des Generaldirektors der Militärluftfahrt des Army Council abgeschafft.

## Tätigkeit
Das Air Ministry gab an britische Flugzeughersteller Spezifikationen für neue Flugzeuge heraus. Es beurteilte anschließend die Prototypen und vergab im Falle einer Bestellung für die Serienfertigung die offizielle Bezeichnung für das Flugzeug (siehe Liste der Air Ministry Spezifikationen).
Die im Zweiten Weltkrieg Mitte Februar 1942 vom Air Ministry erteilte und später heftig umstrittene „Area Bombing Directive“ war Grundlage für die vom RAF Bomber Command ab Frühjahr 1942 (Luftangriff auf Lübeck) durchgeführten Flächenbombardements deutscher Städte – auch: Luftkrieg im Zweiten Weltkrieg.

## Auflösung
1964 vereinigte sich das Air Ministry mit der Admiralität und dem War Office zum Verteidigungsministerium des Vereinigten Königreichs.